# Akpınar (Yüreğir)
Akpınar é uma vila no distrito de Yüreğir, província de Adana, na Turquia .